# Gregor Steinmüller (Münzmeister)
Gregor Steinmüller (auch  Steynmüllner , auch  Stainmüller , ab 1612 auch  Steinmüller von Reichenberg) (getauft 15. März 1574 in Eger, Elbogener Kreis; † 1638 in Sankt Joachimsthal, Elbogener Kreis) war ein habsburgisch-böhmischer Münzmeister in der Bergstadt Sankt Joachimsthal im Erzgebirge und Münzwardein in Prag.

## Leben und Wirken
Gregor Steinmüller stammte aus Eger, sein Vater war der Egerer Müller Lunhart Steynmüllner. Über die Kindheit und Jugend Steinmüllers ist nichts bekannt.
Steinmüller war um 1603/1604 Erzkaufs-Hüttenschreiber in Sankt Joachimsthal, später Hüttenverwalter und seit dem 22. Oktober 1609 dortiger Amtsschreiber. Am 18. Februar 1615 wurde er zum Wardein in Prag ernannt.
Im Jahr 1619 reichte Gregor Steinmüller in seiner Stellung als Münzamtmann zu Prag zusammen mit dem in gleicher Stellung tätigen Benedikt Hübmer von Sonnleuten Vorschläge an das ständische Direktorium zur Erhöhung der in der neuen Münzordnung und Instruktion vom 28. Juni 1619 festgelegten Entlohnungen der Münzer, denen mit Erlass vom 30. Juli 1619 zugestimmt wurde. Ein weiterer Erlass der Direktoren vom 15. Oktober 1619 bezüglich des Verfahrens zur Ausmünzung der geringeren Geldsorten wurde ebenfalls an die Münzamtsleute Benedikt Hübmer und Gregor Steinmüller gerichtet.
Sein Amtsvorgänger als Münzmeister in St. Joachimsthal war Centurio Lengefelder (* 1578; † um 1621 in St. Joachimsthal). Lengefelder war im Ergebnis der Schlacht am Weißen Berg und aufgrund seiner Unterstützung für das protestantische Ständedirektorium in Ungnade gefallen und wurde zusammen mit seinem Gegenhändler Jacob Beer verhaftet, nach Prag überführt und im Altstädter Rathaus eingekerkert.
Am 20. April 1621 erfolgte die Ernennung Steinmüllers zum Münzmeister in Sankt Joachimsthal. Das Ende seiner Amtszeit ist nicht genau bekannt, es wird für die Jahre 1631, 1632 oder auch für 1637 angenommen. Als Münzprägungen sind von ihm mehrere Varianten des Reichstalers und der Groschen (3 Kreuzer) bekannt. Das Münzmeisterzeichen von Gregor Steinmüller ist der Adlerflügel.
1612 wurde ihm ein Wappen verliehen und in diesem Zusammenhang auch das Prädikat  von Reichenberg  sowie die Erhebung in den Vladikenstand.
Er starb im Jahre 1638.

## Familie
Gregor Steinmüller war seit dem 14. Februar 1600 in Sankt Joachimsthal mit Euphrosina Stumpel (* 5. Dezember 1574 in St. Joachimsthal; † 18. Juli 1640 in Bleistadt) verheiratet, aus der Ehe gingen vermutlich mehrere Kinder hervor, von denen nur zwei Töchter nachweisbar sind:
- Dorothea (* err. um 1603 vermutlich in St. Joachimsthal), ⚭ 2. November 1623 in St. Joachimsthal Johannes Richter, Lehrer, Sohn des Gregor Richter

- Salome (* err. um 1610 vermutlich in St. Joachimsthal; † 1672 in St. Joachimsthal), I. ⚭ err. um 1628 Pankratius Breling († vor 6. November 1628), II. ⚭ 6. November 1628 in St. Joachimsthal Johann am End (auch Amenth), (* 1595 in Reitsch b. Stockheim/Franken; † 1665 in Bleistadt), Schichtmeister, Konsul, Erzkaufsverwalter und Bürgermeister in Bleistadt, III. ⚭ 19. Oktober 1665 in St. Joachimsthal Magister Conrad Lauer († 12. Juni 1715 in St. Joachimsthal) von Weschefelt/Franken.

Der Gitschiner Wallensteinische Münzmeister Sebastian Steinmüller (1605–um 1635) war sein Großcousin.